# Kisha
Kisha, pseudonimo di Brigitte Kobel (Wünnewil-Flamatt, 28 dicembre 1978), è una cantante svizzera.

## Biografia
Nata Brigitte Kobel, Kisha ha avviato la sua carriera nell'estate del 1998 con il suo singolo di debutto Why?, pubblicato su etichetta discografica Lautstark Records, che ha raggiunto il 9º posto in classifica in Svizzera e il 64º in Germania. È stato seguito da un secondo singolo uscito nell'autunno dello stesso anno, Love Is Enough, che ha raggiunto la 33ª posizione in classifica. Il suo album di debutto eponimo è stato diffuso il 13 aprile 1999. Ha raggiunto il 4º posto nella classifica settimanale degli album più venduti in Svizzera.
Il secondo album della cantante, Crazy World, è uscito il 15 febbraio 2002 e ha debuttato al 15º posto in classifica. È stato preceduto dal singolo Hello.
Il 20 settembre 2004 è uscito il terzo e ultimo disco di Kisha, questa volta cantato interamente in svizzero tedesco, intitolato Stoffwächsu. Ha raggiunto la 21ª posizione nella classifica svizzera. La cantante aveva già pubblicato due canzoni in svizzero tedesco: Chumm gib mir Dini Hand, un duetto con Florian Ast, nel 1999, e Düre Wind nel 2001, che è arrivata 24ª in classifica.

## Discografia

### Album
- 1999 - Kisha
- 2002 - Crazy World
- 2004 - Stoffwächsu

### Singoli
- 1998 - Why?
- 1998 - Love Is Enough
- 1998 - As Long as There's Christmas
- 1999 - Pray
- 1999 - Chumm gib mir Dini Hand (con Florian Ast)
- 2001 - Düre Wind
- 2002 - Hello
- 2005 - We Are on Fire! (con Daniel Kandlbauer, Marc Sway e Tanja Dankner)
- 2006 - Sowieso